# Michailo Vujić
Michailo Vujić (Михаило Вујић), född 7 november (gamla stilen: 26 oktober) 1853 i Belgrad, död 14 mars (gamla stilen: 1 mars) 1913 i Sušak, var en serbisk nationalekonom och politiker. 
Vujić blev 1879 professor i nationalekonomi vid högskolan i Belgrad, 1887 finansminister i Sava Grujićs radikala kabinett, 1897 i Đorđe Simićs liberal-radikala ministär, 1900 utrikesminister i Aleksa Jovanovićs  ministär och var 1901-02 ministerpresident i koalitionsministären. Efter Peter I:s tronbestigning kallades han till sändebudsposterna i Wien och Berlin. Han författade flera skrifter i nationalpolitik.